# UFC Fight Night: Fiziev vs. Gamrot
UFC Fight Night: Fiziev vs. Gamrot（ユーエフシー・ファイトナイト：フィジエフ・バーサス・ガムロット、別名UFC Fight Night 228、UFC on ESPN+ 86）は、アメリカ合衆国の総合格闘技団体「UFC」の大会の一つ。2023年9月23日、ネバダ州ラスベガスのUFC APEXで開催された。

## 大会概要
本大会はラファエル・フィジエフとマテウス・ガムロットのライト級戦が組まれた。

## 試合結果

### プレリミナリーカード
第1試合 女子バンタム級 5分3R
○  モンツェラート・レンドン vs.  タミレス・ビダル ×
3R終了 判定2-1（29-28、28-29、29-28）
第2試合 女子ストロー級 5分3R
○  魅津希 vs.  ハンナ・ゴールディ ×
3R終了 判定3-0（29-28、29-28、29-28）
第3試合 ヘビー級 5分3R
○  モハメド・ウスマン vs.  ジェイク・コリアー ×
3R終了 判定3-0（30-27、29-28、29-28）
第4試合 ミドル級 5分3R
○  コーディ・ブランデージ vs.  ジェイコブ・マルクーン ×
1R 4:15 失格（反則の肘打ち）
第5試合 ウェルター級 5分3R
○  ティム・ミーンズ vs.  アンドレ・フィアリョ ×
3R 1:15 TKO（スタンドパンチ連打）
第6試合 女子ストロー級 5分3R
○  マイルズ・ジョーンズ vs.  ダン・アルグエタ ×
3R終了 判定3-0（30-27、30-27、29-28）

### メインカード
第7試合 フェザー級 5分3R
○  シャルル・ジョーデイン vs.  リカルド・ラモス ×
1R 3:12 ギロチンチョーク
第8試合 ウェルター級 5分3R
○  ブライアン・バトル vs.  AJ・フレッチャー ×
2R 4:32 リアネイキドチョーク
第9試合 女子ストロー級 5分3R
○  マリナ・ロドリゲス vs.  ミシェル・ウォーターソン ×
2R 2:42 TKO（パウンド）
第10試合 フェザー級 5分3R
○  ブライス・ミッチェル vs.  ダン・イゲ ×
3R終了 判定3-0（30-27、29-28、29-28）
第11試合 ライト級 5分5R
○  マテウス・ガムロット vs.  ラファエル・フィジエフ ×
2R 2:03 TKO（左膝の負傷）

### 各賞
ファイト・オブ・ザ・ナイト：ティム・ミーンズ vs. アンドレ・フィアリョ
パフォーマンス・オブ・ザ・ナイト：マリナ・ロドリゲス、シャルル・ジョーデイン
各選手にはボーナスとして5万ドルが授与された。

### カード変更
負傷などによるカードの変更は以下の通り。